# ريناتو تاريفينو
ريناتو نيكولاس تاريفينو أراندا (بالإسبانية: Renato Tarifeño) (مواليد 6 سبتمبر 1996 في كوكيمبو، تشيلي) لاعب كرة قدم تشيلي يلعب حاليا مع بالستينو من الدرجة الأولى التشيلية.

## وصلات خارجية
- ريناتو تاريفينو على موقع قاعدة بيانات كرة القدم.إي يو (الإنجليزية)
- ريناتو تاريفينو على موقع Soccerway.com (الإنجليزية)
- ريناتو تاريفينو على موقع AS.com (الإسبانية)

- ريناتو تاريفينو  على سكروي